# Benigar
Benigar je priimek v Sloveniji, ki ga je po podatkih Statističnega urada Republike Slovenije na dan 1. januarja 2010 uporabljalo 85 oseb in je med vsemi priimki po pogostosti uporabe uvrščen na 5.013. mesto.

## Znani nosilci priimka
- Aleksij Benigar (1893–1988), frančiškan, misijonar, teolog, svetniški kandidat (delno slovenskega rodu)
- Bogdan Benigar (*1969), glasbeni organizator, promotor (jazz &glasbe sveta)
- Ivan Benigar (1845–1920), gimnazijski profesor slovenskega rodu v Zagrebu
- Ivan Benigar (Juan) (1883–1950), etnolog/antropolog, raziskovalec in jezikoslovec v Južni Ameriki (delno slovenskega rodu)
- Marija Benigar (por. Marija Vučić), slovensko-srbska psihologinja